# Walter Terharen
Walter Terharen (* 14. August 1933; † 26. Mai 2014) war ein österreichischer Jazzmusiker (Posaune, Piano). Er galt „als Doyen der Wiener traditionellen Amateur-Jazzszene.“
Terharen begann um 1950 sich  mit Jazz zu beschäftigen – inspiriert von der wöchentlichen Kid-Ory-Sendung des Blue Danube Network. Damals entwickelten sich erste Jamsessions mit Konrad Bayer, aus denen mit Oswald Wiener und weiteren Musikern die Wirkliche Jazzband (den Namen regte H. C. Artmann an) entstand, der auch Gerhard Kubik angehörte und die in den 1950er Jahren in zahlreichen Wiener Clubs New Orleans Jazz präsentierte. Ab 1968 hielt er bei der Original Storyville Band, der Burgundy Street Jazzband und weiteren Formationen die Fäden in der Hand, ohne jemals formal als Bandleader zu fungieren. Im Wiener Jazzland trat er fast vier Jahrzehnte lang mit amerikanischen Oldtime- und Swingmusikern wie Alton Purnell, Louis Nelson, Dick Wellstood, Art Hodes, Wild Bill Davison, Ralph Sutton, Allan Vaché, Ken Peplowski oder Johnny Varro auf. Terharen war Tom Lord zufolge zwischen 1968 und 1999 an fünf Aufnahmen beteiligt.